# Élections législatives italiennes de 1892
Les élections législatives italiennes de 1892 (en italien : Elezioni politiche italiane del 1892) ont eu lieu du 6 novembre 1892 au 13 novembre 1892.

## Partis et chefs de file
| Parti | Parti                     | Idéologie                   | Chef de file      |
| ----- | ------------------------- | --------------------------- | ----------------- |
|       | Gauche historique         | Libéralisme, Centrisme      | Giovanni Giolitti |
|       | Droite historique         | Conservatisme, Monarchisme  | Antonio di Rudinì |
|       | Extrême gauche historique | Radicalisme, Républicanisme | Felice Cavallotti |

## Résultats
| Parti                               | Parti                               | Voix      | %     | Sièges | +/-        |
| ----------------------------------- | ----------------------------------- | --------- | ----- | ------ | ---------- |
|                                     | Gauche historique                   | 1 075 244 | 63,6  | 323    | 78         |
|                                     | Droite historique                   | 309 873   | 18,3  | 93     | 45         |
|                                     | Extrême gauche historique           | 186 263   | 11,0  | 56     | 14         |
|                                     | Autres                              | 120 224   | 7,1   | 36     | 19         |
| Votes invalides/blancs              | Votes invalides/blancs              | 37 901    |       |        |            |
| Total                               | Total                               | 1 693 298 | 100,0 | 508    | stagnation |
| Électeurs enregistrés/participation | Électeurs enregistrés/participation | 2 934 445 | 57,70 |        |            |